# Risikospiel
Der Begriff Risikospiel (auch Hochrisikospiel und Hochsicherheitsspiel) bezeichnet im Fußball Spiele mit einem erhöhten Sicherheitsrisiko. Aufgrund der vermuteten Gefahrenlage erfordern diese Spiele einen hohen Einsatz von Sicherheits- und Polizeikräften. Die dadurch entstehenden Kosten sorgen für kontroverse Diskussionen zwischen den Vertretern aus Politik, der Fußballverbände und -vereine und der Polizei.

## Begriff
In der offiziellen Sprachregelung des DFB wird von Spielen „mit erhöhtem Risiko“ gesprochen. Solche Spiele liegen vor, wenn eine „hinreichende Wahrscheinlichkeit besteht, dass eine besondere Gefahrenlage eintreten wird“. Die Entscheidung, ob ein Spiel als „Risikospiel“ anzusehen ist, treffen der Heimverein oder der DFB. Der Gastverein sowie die Sicherheitsorgane dürfen entsprechende Wünsche äußern.
Dies ist besonders häufig der Fall, sofern eine Rivalität zwischen beiden Vereinen besteht (beispielsweise im Falle eines Derbys), aber auch wenn mindestens eine der beiden Anhängerschaften einen erhöhten Anteil an gewaltbereiten Fans hat.

## Kontroversen in Deutschland
In der Vergangenheit kam es zu Forderungen seitens der Gewerkschaften der Polizei, vorrangig durch die Gewerkschaft der Polizei (GdP) sowie die Deutsche Polizeigewerkschaft (DPolG), dass sich der DFB bzw. der Ligaverband der beiden deutschen Profiligen (DFL) an den Kosten für Polizeieinsätze im Rahmen von Fußballspielen beteiligen sollen. So äußerte sich der Vorsitzende der DPolG Rainer Wendt im Dezember 2009 am Rande der Innenministerkonferenz dahingehend, dass 50 Millionen Euro pro Saison von DFB und DFL eine angemessene Beteiligung wären. Der damalige GdP-Vorsitzende Konrad Freiberg forderte außerdem, dass Spiele im schlimmsten Fall abgesagt werden müssen, sollte sich im Vorfeld Gewalt ankündigen. Wendt wiederholte seine Forderung im Januar 2011 erneut. Der neue GdP-Vorsitzende Bernhard Witthaut dagegen lehnte dies ab.
Die Vereine und der DFB dagegen argumentieren, dass die Fußballklubs beispielsweise durch das Stellen von Ordnern selbst aktiv an der Gewährleistung der Sicherheit beteiligt seien und durch das Zahlen von Steuergeldern bereits ihren Beitrag zur Finanzierung der Polizei leisten. Ferner ließen sich die tatsächlichen Kosten für die Polizeieinsätze nicht konkret ermitteln.
Daneben kommt es regelmäßig zu Diskussionen darüber, wie die Sicherheit bei Fußballspielen generell und bei Risikospielen insbesondere gewährleistet werden kann. Beispielsweise sorgten Forderungen der Polizei bzw. der Politik für den Einsatz von Gesichtsscannern oder dem Verhängen von lebenslangen Stadionverboten für Unverständnis seitens der Fanvertreter.
Eine weitere Kontroverse ist die Einschätzung des Gewaltpotentials rund um Fußballspiele. Rainer Wendt wurde vor dem Beginn der Saison 2011/2012 zitiert, dass er die 2. Fußball-Bundesliga für eine potentielle „Chaos-Liga“ im Hinblick auf die zu erwartenden Risikospiele halte. Der DFB bezeichnete diese Aussagen als „polarisierend“.

### Bremer Vorstoß
Das Bundesland Bremen überraschte 2014 als erstes Bundesland mit einem eigenen Vorstoß. Der „Bremer Weg“ sieht vor, einen Teil der Kosten von Polizeieinsätzen bei Fußballspielen auf die Deutsche Fußball Liga DFL zu übertragen. Unter anderem Liga-Präsident Reinhard Rauball kritisierte den Bremer Vorstoß, Vereine an den Kosten zu beteiligen. Bremen trieb seinen Alleingang jedoch voran: Die Bürgerschaft unterstützte in einem ersten Schritt die Pläne des Senats, die Deutsche Fußball Liga (DFL) an den Kosten von Polizei-Einsätzen bei Risikospielen zu beteiligen. Der Vorstoß wurde daraufhin im Haushalts- und Finanzausschuss beraten. Mit den Stimmen der rot-grünen Regierungskoalition verabschiedete die Bremer Bürgerschaft im Oktober 2014 das umstrittene Gesetz. Die neu geschaffene Regelung in § 4 Abs. 4 des Gebühren- und Beitragsgesetzes des Stadtstaats Bremen (BremGebBeitrG) sieht vor, dass Veranstalter von Großveranstaltungen zur Kostentragung für die Kosten herangezogen werden können, die durch einen notwendigen Mehraufwand in Folge des erhöhten Risikos bei dieser Veranstaltung entstehen. Auf Basis dessen plante die Stadt, die DFL zur Kostentragung bei Polizeieinsätzen wegen Risikospielen in Bremen heranzuziehen, soweit gerade wegen der Einordnung als Risikospiel Mehraufwand entstehen würde. Bis zu diesem Zeitpunkt wurden sämtliche Kosten für die Sicherheit außerhalb der Stadien aus öffentlichen Mitteln finanziert. Die Stadt kündigte anschließend zunächst an, der DFL einen Gebührenbescheid für die Mehrkosten im Zusammenhang mit dem Spiel des SV Werder Bremen gegen Hannover 96 am 13. Dezember 2024 zuzustellen, rückte jedoch kurz darauf von diesem Vorhaben ab, da das Spiel nachträglich doch nicht als Risikospiel eingeordnet wurde. Die erste Rechnung an die DFL stellte die Stadt Bremen dann in Bezug auf das am 19. April 2025 ausgetragene Risikospiel des SV Werder Bremen gegen den Hamburger SV im Bremer Weserstadion über einen Betrag in Höhe von 425.718,11 € aus, die durch den Einsatz zusätzlich-notwendiger Polizisten entstanden.
Im Mai 2017 setzte sich die DFL vor dem Verwaltungsgericht der Freien Hansestadt Bremen mit einer Klage gegen diesen Gebührenbescheid durch, das Oberverwaltungsgericht der Freien Hansestadt Bremen entschied im Februar 2018 jedoch im Berufungsverfahren, dass der Bescheid rechtmäßig ergangen und die Kosten entsprechend zu erstatten seien. Das Bundesverwaltungsgericht bestätigte Ende März 2019 die Rechtsauffassung des OVG grundsätzlich, verwies die Sache jedoch wegen ungeklärter Detailfragen zurück an die Berufungsinstanz, die im Dezember 2021 abermals gegen die DFL entschied und keine erneute Revision zuließ. Im Dezember 2021 wies das BVerwG die dagegen gerichtete Nichtzulassungsbeschwerde zurück, so dass die Verurteilung der DFL zur Zahlung an die Hansestadt Bremen seitdem rechtskräftig ist. Die dagegen erhobene Verfassungsbeschwerde der DFL blieb ebenfalls erfolglos. Das Bundesverfassungsgericht entschied am 14. Januar 2025, dass die Regelung zwar in die durch Art. 12 Abs. 1 GG geschützte Berufsfreiheit der Veranstalter eingreife, der Eingriff aber verfassungsrechtlich gerechtfertigt sei und insbesondere als Berufsausübungsregelung den Anforderungen der Verhältnismäßigkeit genüge.

### NRW-Vorstoß
Nordrhein-Westfalen startete 2014 ein Pilotprojekt, bei dem der Polizeieinsatz bei als „nicht risikobehaftet“ eingestuften Ligaspielen reduziert wurde. In einer landesinternen Evaluation (Datenerhebung: Saison 2015/16) stellte die Polizei Verbesserungen in der Koordination und eine lokal begrenzte Reduzierung der Einsatzstärke fest; die Landesregierung sprach zunächst von einer Reduzierung des Einsatzaufwands um rund 21 %. Gleichwohl hielt die Evaluation fest, dass sich aus den verfügbaren Daten keine generellen, kausalen Aussagen über eine Verringerung gewalttätiger Auseinandersetzungen ableiten lassen. Zudem kam es in Einzelfällen zu Störungen, und Polizei-Gewerkschaften sowie Oppositionsparteien übten Kritik an der Maßnahme. Insgesamt empfahl der Bericht eine weitergehende, differenzierte Abstimmung zwischen Polizei, Vereinen und Verbänden statt einer starren, überall angewandten Vorgabe.

### Vergleich der Modelle
Beide Ansätze – sowohl der „Bremer Weg“ als auch der „NRW-Vorstoß“ – haben Gemeinsamkeiten, unterscheiden sich aber deutlich in einem Punkt: NRW setzt bei den Nicht-Risikospielen an, Bremen bei den „Risikospielen“, also Bundesliga-Partien, die Gewaltpotenzial bergen und deswegen einen großen Polizeieinsatz erfordern.
|                            | Nordrhein-Westfalen | Bremen |
| -------------------------- | --- | --- |
| Erklärtes Ziel             | Kosten bei der Polizei drücken und weniger Fan-Gewalt | Kosten bei der Polizei drücken und weniger Fan-Gewalt |
| Problem                    | Haushaltslage | Haushaltslage |
| Strategie                  | Weniger Polizisten bei Nicht-Risikospielen. Bei Derbys und anderen Risikospielen bleiben die Einsätze unangetastet. | Mehr Polizisten bei Risikospielen. Mehrkostenabwälzung auf die DFL auf Basis von Gebührenbescheiden. |
| Begründung                 | Nach Analysen bleibt es bei einigen Bundesliga-Spielen so friedlich, dass kaum Polizisten benötigt würden. | Risikospiele verursachen hohe Kosten, weil bis zu sechs Mal so viele Polizisten erforderlich seien, wie bei normalen Spielen. Mehraufwand sei durch DFL verursacht und von dieser zu tragen.                                         |
| Besonderheit               | Weil in der Saison 2014/15 sechs NRW-Vereine in der Bundesliga spielten, hatte sich die Zahl der Spiele um zehn Prozent erhöht. „Bereits jetzt benötigt die NRW-Polizei rund 30 Prozent aller Einsatzzeiten für die Sicherheit bei Fußballspielen“, sagte Jäger. | Bremen muss im Vergleich zu anderen Bundesländern bei Risikospielen mehr Polizisten einsetzen, weil das Weser-Stadion so zentral liegt. Dadurch treffen Fan-Gruppen leichter aufeinander.                                            |
| Gegenseitige Beurteilung   | NRW zum Bremer Modell: „Wir haben das gemeinsame Interesse, Chaoten und Gewalttäter aus den Stadien herauszuhalten. Das erreichen wir nicht durch das Ausstellen von Rechnungen.“ (Innenminister Ralf Jäger)                                                     | Bremen zum NRW-Modell: „Völlig falscher Weg. Ich sehe vor allem den Eigenschutz der Polizisten in Gefahr. Weniger Polizei bedeutet auch immer mehr Verletzte in den eigenen Reihen.“ (Innensenator Ulrich Mäurer)                    |
| (Erste) Reaktionen DFL/DFB | Die DFL reagierte zurückhaltend, nannte die Überlegungen aber als im Grundsatz nachvollziehbar. DFB: „Es zeigt, dass die Fans bereit sind, mehr Verantwortung zu übernehmen.“                                                                                    | DFL erhob Klage und trieb das Verfahren durch alle Instanzen und letztendlich auch vor das BVerfG, unterlag aber letztendlich vollumfänglich. Der DFB strich ein für Bremen geplantes Länderspiel.                                   |
| Reaktion Bürger/Fans       | Von Fan-Clubs gibt es positive Reaktionen. Tenor: Jetzt könnten die Fans zeigen, dass es auch ohne großes Polizeiaufgebot geht. Einige sehen aber auch die Gefahr, dass Gewalttäter die Situation ausnutzen.                                                     | Für den Bremer Vorstoß gibt es laut Umfragen Unterstützung. Gut drei Viertel der Bundesbürger sind dafür, dass Bundesligavereine die Polizeikosten mitbezahlen sollen. Fan-Clubs halten diesen Weg für „populistisch und überzogen“. |
| Ergebnis                   | In der Pilotphase hat NRW die Polizeieinsätze nach eigenen Angaben um mehr als 20 Prozent reduziert. Das Projekt geht vermutlich in die Verlängerung. | Landesrechtliche Bremer Gebührenregelung wurde letztlich von BVerwG und BVerfG bestätigt. Bremen wird entsprechend weiterhin Rechnungen ausstellen.                                                                                  |

## Situation in anderen Ländern

### England
In England wird durch rigorose Maßnahmen des Fußball-Verbandes FA versucht, „Risikospielen“ präventiv zu begegnen. So wurden in den vergangenen Jahren die Maßnahmen bei Fankrawallen zunehmend verschärft. Schuldige sollen durch Stadionverbote und andere Maßnahmen zum Teil lebenslang aus dem Fußball verbannt werden. Der Ex-DFB-Sicherheitschef Helmut Spahn beschreibt die Situation in England wie folgt: „Dort gibt es rigorose Regeln. Englische Stadien haben nur noch Sitzplätze, der Alkoholverzehr ist generell verboten und andere Getränke dürfen ebenfalls nicht mit zum Sitzplatz genommen werden. Bei Verstößen gibt es sofort Stadionverbot. Zudem sind kaum Fahnen oder Banner zu sehen. Wenn dort ein Fan das Spielfeld betritt, muss er mit strafrechtlichen Folgen rechnen. Wir müssen uns in Deutschland fragen, ob wir das auch so extrem haben wollen.“ Spahn habe die Antwort für sich bereits gefunden: „Eine solche Entwicklung fände ich besonders für die Fans schade, die sich anständig verhalten und für eine positive Atmosphäre sorgen. Daher halte ich die Stimmung in Deutschland, wenn alles friedlich bleibt, sogar für besser als in England.“
In Großbritannien zahlt der Staat für alle Polizei-Einsätze in der Öffentlichkeit, auch wenn sie mit dem Spiel zu tun haben – etwa in Bahnhöfen, auf dem Weg zum Stadion oder in den Stadtzentren vor und nach Spielen. „Fußballfans und Fußballclubs zahlen Steuern und erwarten dafür auch eine Leistung“, sagt ein Premier-League-Sprecher. Für die Sicherheit auf dem Privatgelände der Clubs müssen die Vereine selbst zahlen, sowohl für ihre eigenen Ordner als auch für Polizisten. Wie viel und welche Sicherheitskräfte notwendig sind, besprechen die Clubs gemeinsam mit Polizei und Kommunen.

### Frankreich
Die französischen Fußballvereine müssen sich seit Jahren an den Kosten für Polizeieinsätze in und an den Stadien beteiligen. Die Bereitstellung eines Polizisten wird beispielsweise mit 20 Euro pro Stunde in Rechnung gestellt – sind mehr als 50 Polizisten notwendig, wird es teurer. Nach Angaben des Innenministeriums wird allerdings nur ein Bruchteil der Gesamtkosten verlangt, um die Existenz vor allem kleinerer Clubs nicht zu gefährden. Betroffen von der Rückerstattungspflicht sind auch Organisatoren von anderen Sportevents, Kulturveranstaltungen und Demonstrationen.

### Italien
In Italien werden „Risikospiele“ vor allem durch die bauliche Situation der Stadien begünstigt. Viele Stadien sind in einem schlechten Zustand. „Im Vergleich zur Veltins-Arena auf Schalke wirken unsere Stadien wie aus dem Mittelalter“, sagte Juve-Verteidiger Fabio Cannavaro im Jahr 2006. Seit Ende der 1980er-Jahre, als sich das Land für die WM 1990 vorbereitete, sind Modernisierungsmaßnahmen in vielen italienischen Stadien ausgeblieben. Dieses Defizit macht sich auch bei der Sicherheit bemerkbar. In Italien sind Krawalle weit häufiger als in Spanien oder England. Folgende Maßnahmen wurden in Italien zur Gewaltprävention eingeführt:
- Wer in Italien eine Eintrittskarte für ein Fußballspiel kaufen will, muss sich ausweisen.
- Der Name des Käufers wird dann auf die Eintrittskarte gedruckt.
- Bei der Zugangskontrolle ins Stadion muss sich der Zuschauer ein zweites Mal ausweisen. So soll sichergestellt werden, dass keine unerwünschten Personen ins Stadion gelangen.[30]

### Niederlande
In den Niederlanden gibt es ein Schnellgerichtsverfahren. Dort ist ein Richter im Stadion anwesend und kann bei Bedarf sofort Urteile fällen.

### Schweiz
In der Folge der Krawalle vom 13. Mai 2006 bei einem Hochrisikospiel in Basel wurde in der Schweiz die Ausweispflicht für Gästefans eingeführt und wenige Wochen später nach Protesten der Fans wieder außer Kraft gesetzt. Eine Umfrage des Schweizer Tagesanzeigers unter der Leserschaft ergab im Jahr 2009 folgendes Meinungsbild:
- Welche Maßnahme vor einem Risikospiel soll als erstes getroffen werden?
  - 1. Tickets nur gegen Ausweis (942 Personen / 99,2 Prozent)
  - 2. Stadionverbot für verurteilte Hooligans (7 Personen / 0,7 Prozent)
  - 3. Eskorte für Gästefans (1 Person / 0,1 Prozent)
- Was soll während eines Risikospiels als Nächstes umgesetzt werden?
  - 1. Nulltoleranz gegenüber gewalttätigen Zuschauern (820 Personen / 86,5 Prozent)
  - 2. Videoüberwachung (109 Personen / 11,5 Prozent)
  - 3. Verstärkte Sicherheitsmassnahmen (19 Personen / 2 Prozent)
- Welche Maßnahme soll nach einem Risikospiel als erstes getroffen werden?
  - 1. Härtere Strafen gegen Randalierer (562 Personen / 59,1 Prozent)
  - 2. Erfassung der Randalierer in einer Datenbank (210 Personen / 22,1 Prozent)
  - 3. Ausgrenzung der Gewalttäter innerhalb der Fangruppen (131 Personen / 13,8 Prozent)
  - 4. Eskorten für Gästefans (48 Personen / 5 Prozent)

### Spanien
In Spanien bezahlt der Staat die Polizeieinsätze. Innerhalb der Stadien sorgen vor allem private Sicherheitsdienste für Ordnung. Weil die Tickets überwiegend an heimische Zuschauer verkauft werden, kommt es dort kaum zu Konfrontationen zwischen gegnerischen Fans. Wenn zum Beispiel beim El Clásico Real Madrid gegen den FC Barcelona spielt, sitzen im Bernabéu-Stadion fast ausschließlich Real-Fans auf den Rängen und im Camp Nou nur Barça-Anhänger. In Deutschland zum Beispiel geht ein Kontingent von 10 % der Eintrittskarten an die Gästefans.